# Historia del uniforme del Club Carlos A. Mannucci
- Uniforme principal: Camiseta azul con raya roja y blanca, pantalones azules y medias azules.
- Uniforme alternativo: Camiseta blanca con raya roja y azul, pantalón blanco y medias blancas

Fuente: 

## Evolución del uniforme

#### Titular
| 1963-1967 | 1968-1970 | 1970-1985 | 1987 | 1991 | 1993 | 1993 | 1997 | 1999 | 2000 |  |

| 1992-2009 | 2010-2011 | 2012 | 2013 | 2014 | 2015 | 2016 | 2017 | 2018 | 2019 |  |

| 2020 | 2021 | 2022 | 2023 | 2023 | 2024 | 2025 |

#### Visitante
| 1968-1970 | 1976 | 1978 | 1982 | 1987 | 1991 | 1993 | 1993 | 1992-2009 | 2010-2011 |

| 2012 | 2013 | 2014 | 2015 | 2016 | 2017 | 2018 | 2019 | 2020 | 2021 |  |

| 2022 | 2023 | 2024 | 2025 |

#### Tercer uniforme
| 2014 | 2017 | 2018 | 2018 | 2019 | 2019 | 2020 | 2021 | 2022 | 2023 |  |

| 2024 | 2024 |

### Indumentaria y patrocinador
| Periodo     | Proveedor     |
| ----------- | ------------- |
| 1992 - 1993 | Calvo         |
| 1997 - 1998 | Kappa         |
| 1999 - 2001 | Jor SportWear |
| 2002 - 2004 | Divas         |
| 2005 - 2006 | Kappa         |
| 2012        | DSV           |
| 2013        | Walon         |
| 2014        | Convert       |
| 2016-2017   | Walon         |
| 2018        | Habitez       |
| 2019-2021   | Walon         |
| 2022-2023   | New Athletic  |
| 2024        | Walon         |
| 2025-act.   | Jave          |

| Periodo         | Patrocinador            |
| --------------- | ----------------------- |
| 1991            | Cerveza Cristal         |
| 1992 - 1993     | Cerveza Pilsen Trujillo |
| 1994            | Covise                  |
| 1995 - 1997     | Cerveza Pilsen Trujillo |
| 1998            | Pepsi                   |
| 2000            | Cerveza Pilsen Trujillo |
| 2004            | Coca Cola               |
| 2006            | Cerveza Cristal         |
| 2007            | Wong                    |
| 2009-2012       | DSV                     |
| 2012            | UPAO                    |
| 2017-Secundario | Entel                   |
| 2018-Secundario | Claro                   |
| 2023-Secundario | VW Mannucci             |
| 2016-presente   | UPAO                    |
| 2024-presente   | Grupo Mannucci          |